# Helmut Irblich
Helmut Irblich (* 7. Juni 1930 in Jägerndorf, Tschechoslowakei) ist ein Bauunternehmer in Schweinfurt. Für sein vielseitiges gesellschaftliches Engagement und insbesondere für seine Verdienste um die Förderung der gewerblichen Berufsausbildung wurde er 1989 mit dem Bundesverdienstkreuz ausgezeichnet. Eine weitere Ehrung erhielt er im Jahre 2011 vom Bayerischen Wirtschaftsministerium für sein Lebenswerk, vor allem für seine Verdienste um den wirtschaftlichen Aufbau der Region Schweinfurt.
Helmut Irblich ist Zeitzeuge der Rettung der Synagoge von Jägerndorf (Krnov) im Jahre 1938 durch seinen Vater Franz Irblich vor der vom NS-Regime angeordneten Zerstörung in der Reichspogromnacht.